# Mohamed Kamara (football, 1999)
Pour les articles homonymes, voir Mohamed Kamara et Kamara.
Mohamed Kamara, né le 29 avril 1999 à Kambia en Sierra Leone, est un footballeur international sierraléonais qui évolue au poste de gardien de but au East End Lions.

## Biographie

### En club
Né à Kambia en Sierra Leone, Mohamed Kamara commence sa carrière dans son pays natal, au Eze FC puis au FC Johansen (en) où il remporte notamment la coupe de Sierra Leone en 2016. Il rejoint en 2019 le East End Lions FC.

### En sélection
Mohamed Kamara honore sa première sélection avec l'équipe nationale de Sierra Leone le 17 novembre 2019, contre le Bénin. Il est titularisé et son équipe s'incline sur le score de un but à zéro.
En janvier 2022, Kamara est retenu par le sélectionneur John Keister pour participer à la coupe d'Afrique des nations. Titulaire lors de cette compétition, il se met en évidence dès le premier match, le 11 janvier 2022, face au vainqueur de la dernière édition de la CAN, l'Algérie en gardant ses cages inviolées et permettant à son équipe de faire match nul et créant la surprise. Élu homme du match à l'issue de la rencontre, sa prestation est qualifiée d'héroïque par la presse,,. Sa performance ce jour-là lui vaut de nombreuses louanges et une comparaison flatteuse avec Manuel Neuer pour son jeu semblable à celui d'un libéro.